# Mercedes 37/95
El Mercedes 37/95 fue uno de los primeros automóviles de turismo construidos entre 1910 y 1911 como modelo 37/90 y que se produjo comercialmente a partir de 1913 como el modelo 37/95.

## Características
El modelo fue diseñado por el carrocero Henri Labourdette. Montaba motor Daimler de cuatro cilindros, un solo árbol de levas y caja de cambio de cuatro velocidades. Tenía una cilindrada de 9.500cc y una potencia de 90 a 96 cv., que proporcionaba energía a las ruedas traseras a través de la cadena de transmisión, permitiendo alcanzar al vehículo 115 km/h de velocidad máxima. Su precio de venta era de 8.000 dólares.

## El modelo en la competición
El 37/95 ganó una serie de carreras, incluyendo el Elgin trophy Grand Prix y la Vanderbilt Cup. Este modelo fue conocido durante algún tiempo como el automóvil más potente del mundo.